# Crollo di via di Vigna Jacobini 65 a Roma
Il crollo del palazzo di Via di Vigna Jacobini 65 avvenne a Roma la notte del 16 dicembre 1998. Nel disastro morirono 27 delle 38 persone residenti nello stabile.

## Il crollo
Lo stabile n. 65 di Via di Vigna Jacobini nel quartiere Portuense a Roma era un edificio di 5 piani costruito nel 1957 e ristrutturato tra il 1992 e il 1993. 
Alle 3:06 di mercoledì 16 dicembre 1998 il palazzo crollò improvvisamente senza segni premonitori lasciando a terra vari cumuli di macerie. I soccorritori arrivano dopo circa mezz’ora, allertati dalle persone residenti nelle vicinanze. Fin da subito si venne a sapere che sotto le macerie erano presenti quasi 30 persone e che c’erano anche dei bambini, per questo non furono usate scavatrici.
Alla fine furono estratti dalle macerie solo 2 superstiti che verranno ricoverati in ospedale in gravi condizioni mentre vi furono 27 morti. I funerali di 13 vittime si svolsero in forma pubblica il 22 dicembre successivo alla presenza del presidente della repubblica Oscar Luigi Scalfaro e dei presidenti di Camera e Senato. L'esequie delle restanti 14 vittime furono svolte in forma privata.

## L'indagine
Il procedimento penale ha accertato che il crollo dell'edificio fu causato da errori progettuali (sottodimensionamento dei pilastri) e dalla scarsa qualità ed estrema disomogeneità del calcestruzzo. 
Si è inoltre proceduto nei confronti del responsabile della tipografia, che era installata nel piano seminterrato, in ragione dei possibili effetti prodotti dai macchinari sull'ambiente circostante (in particolare si è ipotizzato che le macchine tipografiche avessero determinato un clima caldo e asciutto, nocivo per il calcestruzzo). Dopo due annullamenti della Corte di Cassazione, il procedimento penale si è concluso nel 2019 con sentenza di assoluzione dell’unico imputato perché il fatto non sussiste, pronunciata dalla Corte di appello di Roma su richiesta conforme della Procura generale. È stato quindi riconosciuto che l’attività tipografica non ebbe alcun effetto nocivo sulla struttura dell’edificio.

## Vittime
Tra parentesi l'età:
- Fabio Biancalana (34)
- Claudia Cancellieri (1)
- Claudio Cancellieri (34)
- Giulia D'Ercole (72)
- Fernanda De Angelis (64)
- Edoardo De Michelis (4)
- Iacopo De Michelis (1)
- Roberto De Michelis (45)
- Alessio Fioravanti (4 mesi)
- Stefano Fioravanti (34)
- Giuliano Fumaselli (55)
- Massimiliano Fumaselli (23)
- Stefano Fumaselli (30)
- Veronica Gentili (28)
- Elisa Giuli (74)
- Giordano Gori (3)
- Giorgia Gori (8)
- Giuliano Gori (34)
- Filippo La Mantia (74)
- Vincenzo Lella (69)
- Rosa Magnoli (50)
- Iolanda Matarazzo (35)
- Maria Simonetta Micheli (32)
- Angela Palermo (68)
- Giovanna Picone (38)
- Giuliano Romani (38)
- Elisa Tosti (37)

## Memoria

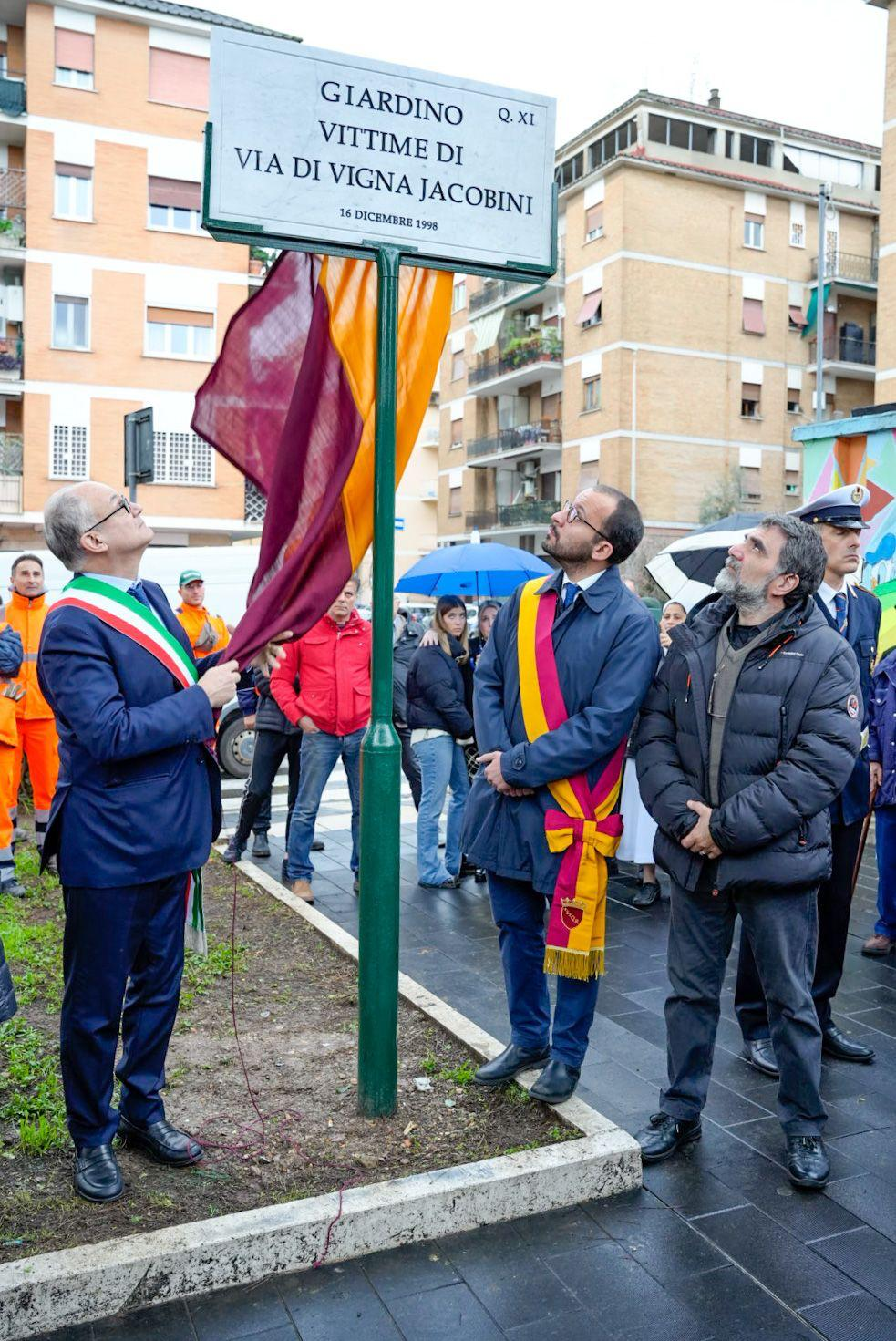
Cerimonia di inaugurazione della targa toponomastica “Giardino Vittime di Via di Vigna Jacobini” avvenuta il 16 dicembre 2022, a Piazza Piero Puricelli, alla presenza del Sindaco di Roma Capitale, Roberto Gualtieri, del Presidente del Municipio Roma XI, Gianluca Lanzi, e dei famigliari delle vittime.

Il 10 maggio 2022 l’Assessore alla Cultura di Roma Capitale, Miguel Gotor, ha annunciato che la Commissione Consultiva di Toponomastica ha espresso parere favorevole in merito all'intitolazione del giardino di Piazza Piero Puricelli, nel quartiere Portuense, alle vittime del crollo di Via di Vigna Jacobini 65. In seguito, la Giunta capitolina con la deliberazione n. 180 del 27 maggio 2022 ha approvato la nuova denominazione.
Il 16 dicembre 2022, in occasione del ventiquattresimo anniversario del crollo della palazzina, alla presenza del Sindaco di Roma Capitale, Roberto Gualtieri, del Presidente del Municipio Roma XI, Gianluca Lanzi, e dei famigliari delle vittime, a Piazza Piero Puricelli si è tenuta la cerimonia di inaugurazione della targa toponomastica “Giardino Vittime di Via di Vigna Jacobini”.

## Conseguenze
Poco dopo il tragico evento Roma si dotò del Fascicolo di fabbricato, un documento che doveva servire a tenere sotto controllo lo stato di salute di tutti gli immobili della capitale. Un documento che poi venne fatto proprio anche da altri comuni e regioni, ma poi cancellato pochi anni dopo.